# Рено де Куртене
Рено де Куртене (бл. 1100  — бл. 27 вересня 1194)  — сеньйор де Куртен (бл. 1145  — 1150 / 1155), 1-й барон Саттон з Беркшира (з 1161). Родоначальник англійської гілки дому Куртене (пізніше Кортні), представники якого носять титул графів Девона.

## Біографія
Точний рік народження Рено невідомий. Походив зі знатного французького роду, що володів землями із центром у Куртені.
Після смерті старшого брата Гільйома (близько 1145) успадкував родові володіння. 
У складі армії короля Франції Людовіка VII брав участь у Другому хрестовому поході. Там Рено посварився з королем, який у результаті конфіскував володіння Рено. Причина сварки невідома. Можливо, Рено був прихильником Алієнори Аквітанської. Після її розлучення з Людовіком VII Рено вирушив за другим чоловіком Алієнори, Генріхом II Плантагенетом, в Англію .
В Англії король дарував володіння Рено в Беркширі. В 1161 Генріх II присвоїв Рено титул барона Саттона з Беркшира . Обіймав посади шерифа Девона та каштеляна Ексетера.
В 1172 супроводжував короля в експедиції в графство Вексфорд.
Відповідно до «Fundationis et Fundatorum Historia», написаному в абатстві Форд, Рено помер 27 вересня 1194 року .

## Шлюб та діти
Перша дружина —  Олена (Єлизавета) (бл. 1113  — бл. 1153), дочка Фредеріка дю Донжон. 
Діти:
- Гільйом (пом. до 1190)
- Рено (бл. 1125 - 27 вересня 1194 [3] або 1 серпня 1209 [5]), родоначальник гілки Куртене з Окгемптона (пізніше графи Девона)
- Єлизавета (1135/1145 - після 14 вересня 1205); чоловік: П'єр I де Куртене, сеньйор де Куртене, 6-й син короля Франції Людовіка VI, родоначальник 2-го дому Куртене
- Ельвіда ; чоловік: Аваллон де Сегнеле

Згідно з «Fundationis et Fundatorum Historia» другою дружиною Рено була Авіза д'Авранш (пом. 1 серпня 1209), дочка Роберта д'Авранша та Матильди Авеніл. 
Діти:
- Роберт (пом. 1206/1209), 2-й барон Саттон з Беркшира, шериф Камберленда, родоначальник згаслої гілки Куртене з Саттона
- Енжелін (пом. після 1209); чоловік: Гілберт I Бассет (пом. прибл. 1205/1206)
- (?) Генріх (пом. до 1231)